# Nazwa solmizacyjna
Nazwa solmizacyjna – nazwa dźwięku muzycznego alternatywna do literowej. Nazwy solmizacyjne stosuje się w śpiewie do ćwiczeń wokalnych. 
Nazwy solmizacyjne dla kolejnych dźwięków oktawy:
Solmizacja jest to system głosek stosowanych w nauce śpiewu. Ułatwia odczytanie zapisu nutowego melodii. Solmizacja została wprowadzona przez Gwido z Arezzo w XI wieku, który wprowadził skalę sześciostopniową oznaczając poszczególne jej stopnie pierwszymi zgłoskami kolejnych wersów hymnu na cześć św. Jana:
Ut queant laxis, Resonare fibris. Mira gestorum, Famuli tuorum. Solve polluti Labii reatum Sancte Ioannes
W XVI wieku Anzelm z Flandrii połączył pierwsze litery ostatnich wyrazów (Sancte Ioannes), co utworzyło si. Z kolei do zastąpiło ut w XVII wieku. Powstało ono z pierwszej sylaby nazwiska Giovanniego Battisty Doniego, który tej zmiany dokonał. Zmiana ta była spowodowana tym, że przy nauce śpiewu łatwiej jest śpiewać sylabę otwartą (zakończoną samogłoską) niż sylabę zamkniętą (zakończoną spółgłoską). Mimo to w niektórych krajach (głównie francuskojęzycznych) używa się do dziś tradycyjnego ut.